# Animal Nitrate
«Animal Nitrate» es el tercer sencillo de álbum debut de la banda británica Suede, publicado en 1993 por Nude Records. Alcanzó el puesto número 7 en las listas de éxitos del Reino Unido, siendo el sencillo de mayor alcance del álbum. La banda presentó la canción durante la edición de los Premios Brit de 1993. Al año siguiente fue nominada en la categoría de Mejor sencillo británico. 
En marzo de 2005, Q magazine incluyó "Animal Nitrate" en el número 97 de la lista de 100 mejores canciones de guitarra. En mayo de 2007, New Musical Express la posicionó en el puesto 43 de la lista de 50 grandes himnos Indie y en 2012, la misma revista le daba el puesto 14 entre las 100 mejores canciones de los 90.

## Lista de canciones
7" Vinilo, Casete
1. «Animal Nitrate»
2. «The Big Time»

12" Vinilo, CD
1. «Animal Nitrate»
2. «Painted People»
3. «The Big Time»